# Letizia Ramolino
Maria-Letizia Bonaparte (née Ramolino; 24 tháng 8 năm 1750 hoặc 1749 – 2 tháng 2 năm 1836) là một nữ quý tộc người Ý, mẹ ruột của Hoàng đế Pháp trứ danh Napoléon Bonaparte.

## Tiểu sử
Sinh ra ở Ajaccio, Corsica, Cộng hòa Genova, Letizia là người Ý, cha là Giovanni Geronimo Ramolino (1723 – 1755), đội trưởng binh đoàn Corse thuộc Tinh thần mã thượng và Bộ binh của quân đội Cộng hòa Genova. Mẹ bà là Angela Maria Pietrasanta (1725 – 1790). Gia đình Ramolino có xuất thân giai cấp thượng lưu nhưng khá là thấp kém trong xã hội Genova.
Như hầu hết các tiểu thư quý tộc đương thời, Letizia được giáo dục tại tư gia. Sau cái chết của cha bà, mẹ bà tái hôn với một sĩ quan hải quân thường trú trên Corsica của Genova. Qua cuộc hôn nhân đó bà có thêm 2 người em cùng mẹ, một trong số đó là Joseph Fesch, sau trở thành Hồng y và tham gia chính sự của Đế quốc Pháp.

## Hôn nhân
Vào ngày 27 tháng 6 năm 1764, tại Ajaccio, Letizia kết hôn với luật sư trẻ tuổi Carlo Buonaparte. Khi đó Letizia mới 13 tuổi, còn Carlo khoảng 17 tuổi. Cuộc hôn nhân của bà khá êm đềm, bà sinh ra 13 người con, và 8 người sống đến trưởng thành. Hai vợ chồng bà trở nên thân thiết với Charles Louis de Marbeuf và quản đốc Claude-François Bertrand de Boucheporn, những người vợ của hai người về sau trở thành mẹ đỡ đầu của các con bà. Mối quan hệ này đã khiến Napoleon dễ dàng được nhận vào trường sĩ quan trong tương lai.
Trong việc giáo dục con cái, Letizia được nhìn nhận khá là khắt khe, bà chăm chút sức khỏe kĩ càng cho các con. Bên cạnh đó, bà thông thạo tiếng Ý và Corsican, nhưng lại không bao giờ học tiếng Pháp. Năm 1785, chồng bà qua đời, và đến năm 1793 thì bà rời Corsica để mang các con đến Marseilles, Pháp vì con trai bà Napoleon đang có thành tựu quân sự lớn và đầy hứa hẹn trong tương lai. Bà không hề tán thành quyết định của Napoleon khi kết hôn với Joséphine de Beauharnais, một người xa hoa và lộng lẫy vì bà rất tôn thờ sự thanh đạm giản dị.

## Danh xưng Đức Hoàng mẫu bệ hạ
Năm 1804, Napoleon lên ngôi trở thành Hoàng đế của Đế quốc Pháp. Và Letizia tuy được vẽ trong buổi lễ đăng quang của con mình, song trên thực tế bà đã từ chối lời mời tham dự. Với tư cách là mẹ của một Hoàng đế nhưng chưa từng là Hoàng hậu, bà được triều đình Napoleon tôn trọng gọi bằng danh xưng '''Đức Hoàng mẫu bệ hạ'''; '''Madame Mère de l'Empereur'''. Mỗi tháng, bà được nhận số tiền 25,000 francs bởi con trai. Không tham dự bất kì sự kiện nào của triều đình, Letizia lặng lẽ sống ở Chateau de Pont-sur-Seine, Hôtel de Conti.
Năm 1814, Letizia đi lưu đày cùng con trai tại Elba. Sau năm 1815, bà đến Roma, sống tại Palazzo D'Aste-Bonaparte, Piazza Venezia và được chăm sóc bởi em trai cùng mẹ là Hồng y Joseph Fesch. Trong suốt thời gian này, bà thường không rời khỏi nơi ở và em trai bà cũng ít khi đi xa khỏi bà.
Năm 1836, ngày 2 tháng 2, bà rút hơi thở cuối cùng ở độ tuổi 86, cách 3 tuần nữa là tròn 51 năm từ khi chồng bà qua đời.

## Hậu duệ
| Tên                                                                    | Chân dung | Ngày sinh và ngày mất                                      | Ghi chú |
| ---------------------------------------------------------------------- | --------- | ---------------------------------------------------------- | --- |
| Napoleone Buonaparte                                                   |           | 17 tháng 8 năm 1765                                        | Chết non |
| Maria Anna Buonaparte                                                  |           | 3 tháng 1 năm 1767 – 1 tháng 1 năm 1768 (12 tháng 29 ngày) | Chết non |
| Joseph I, Quốc vương Tây Ban Nha và Indies                             |           | 7 tháng 1 năm 1768 – 28 tháng 7 năm 1844 (76 tuổi)         | Kết hôn với Julie Clary. Có hậu duệ. |
| Napoleon I, Hoàng đế của Pháp và Quốc vương của Ý                      |           | 15 tháng 8 năm 1769 – 5 tháng 5 năm 1821 (51 tuổi)         | - Kết hôn (1) Joséphine de Beauharnais. Không hậu duệ. - Kết hôn (2) Maria Ludovica của Áo. Có hậu duệ.                                                                |
| Maria Anna Buonaparte                                                  |           | 1770                                                       | Chết non |
| Maria Anna Buonaparte                                                  |           | 14 tháng 7 năm 1771 – 23 tháng 11 năm 1771 (4 tháng)       | Chết non |
| Một con trai                                                           |           | 1773                                                       | Chết non |
| Lucien, Thân vương xứ Canino và Musignano                              |           | 21 tháng 3 năm 1775 – 29 tháng 6 năm 1840 (65 tuổi)        | - Kết hôn (1) Christine Boyer. Có hậu duệ. - Kết hôn (2) Alexandrine de Bleschamp. Có hậu duệ.                                                                         |
| Élisa, Nữ Đại công tước xứ Toscana, Nứ thân vương xứ Lucca và Piombino |           | 3 tháng 1 năm 1777 – 7 tháng 8 năm 1820 (43 tuổi)          | Kết hôn với Felice Pasquale Baciocchi, người sau đó được tấn phong Thân vương xứ Lucca và Piombino. Có hậu duệ.                                                        |
| Louis, Quốc vương của Holland                                          |           | 2 tháng 9 năm 1778 – 25 tháng 7 năm 1846 (67 tuổi)         | Kết hôn với Hortense de Beauharnais. Có hậu duệ. |
| Pauline, Nữ Công tước xứ Guastalla                                     |           | 20 tháng 10 năm 1780 – 9 tháng 6 năm 1825 (44 tuổi)        | - Kết hôn (1) Charles Leclerc. Có hậu duệ. - Kết hôn (2) Camillo Borghese, Thân vương thứ 6 xứ Sulmona. Không hậu duệ.                                                 |
| Caroline, Vương hậu Napoli                                             |           | 25 tháng 3 năm 1782 – 18 tháng 5 năm 1839 (57 tuổi)        | - Kết hôn (1) Joachim Murat. Có hậu duệ. - Kết hôn (2) Francesco Macdonald. Không hậu duệ.                                                                             |
| Jérôme, Quốc vương Westphalia                                          |           | 15 tháng 11 năm 1784 – 24 tháng 6 năm 1860 (75 tuổi)       | - Kết hôn (1) Elizabeth Patterson Bonaparte. Có hậu duệ. - Kết hôn (2) Katharina của Württemberg. Có hậu duệ. - Kết hôn (3) Justine Bartolini-Baldelli. Không hậu duệ. |

## Huy hiệu
| Huy hiệu hoàng gia của Maria Letizia Buonaparte |